# Porta metàl·lica

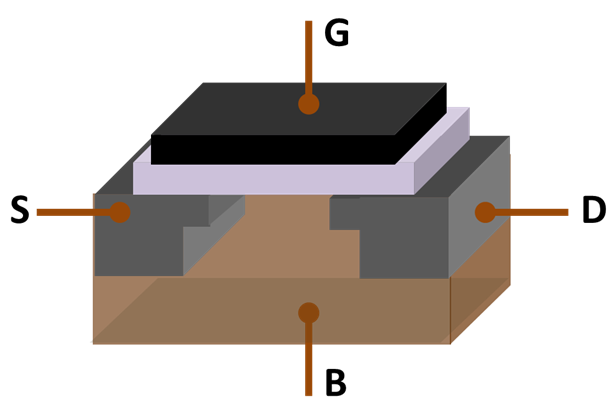
MOSFET mostrant els seus terminals; porta (gate,G), cos (body,B), font (source,S) i drenador (drain,D) terminals. La porta està separada del cos per una capa d'aïllant elèctric (blanc).

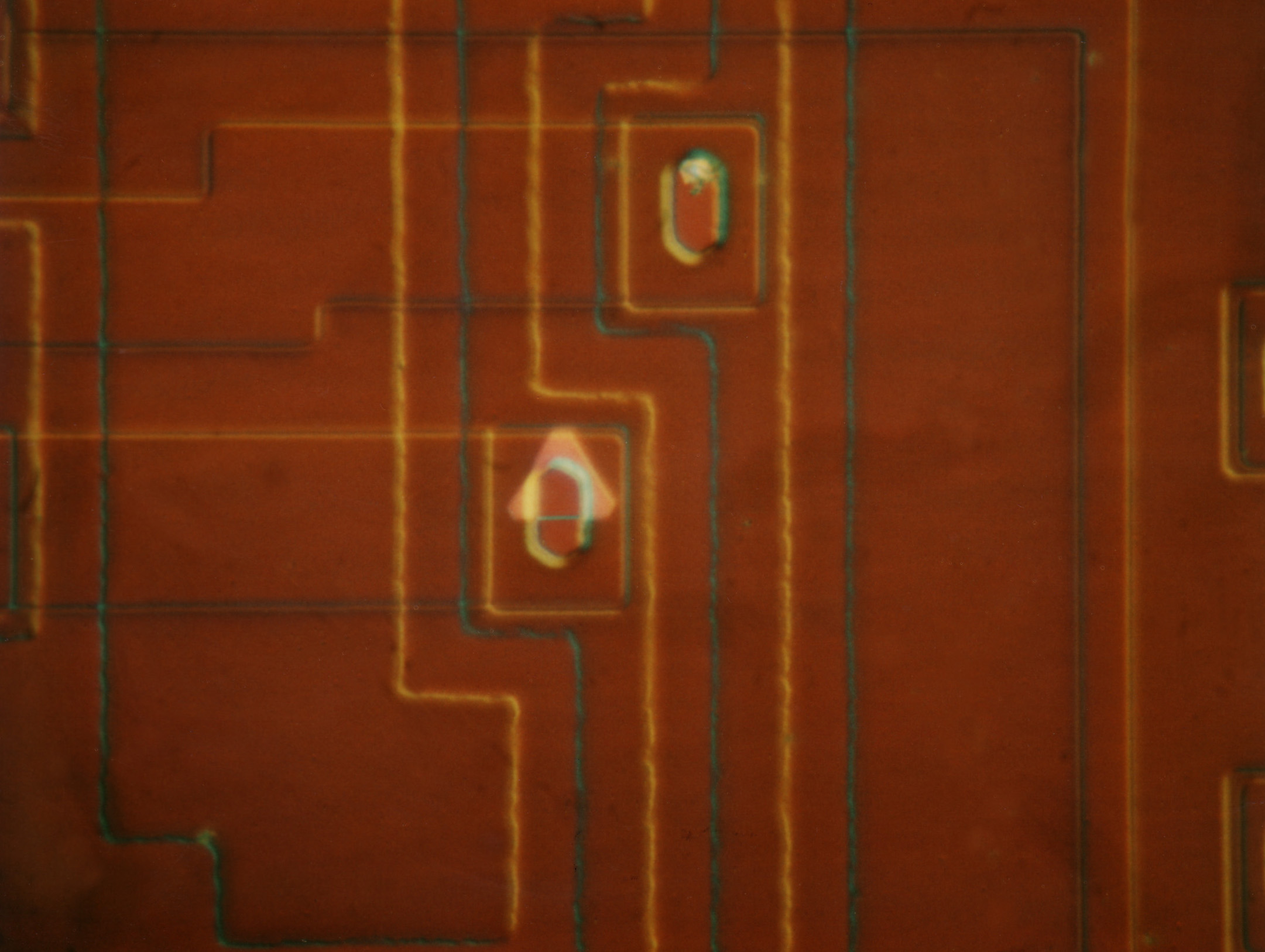
L'evidència visual de l'aliatge d'alumini en silici < 1 1 1 > es deu a un recuit excessiu d'alumini. La capa d'alumini del circuit integrat es va eliminar mitjançant gravat químic per revelar aquest detall.

Seccions transversals esquemàtiques a través d'un MOSFET de canal n i canal p en tecnologia de porta metàl·lica d'alt k+ (en tecnologia de porta metàl·lica de reemplaçament) tal com va introduir Intel el 2007 amb els processadors Penryn en tecnologia de 45 nm.

Una porta metàl·lica, en el context d'una pila lateral de metall-òxid-semiconductor (MOS), és l'elèctrode de porta separat per un òxid del canal del transistor: el material de la porta està fet d'un metall. A la majoria dels transistors MOS des de mitjans dels anys 70, la "M" del metall ha estat substituïda per un material de porta no metàl·lic. El primer MOSFET (transistor d'efecte de camp d'òxid metàl·lic i semiconductor) va ser fabricat per Mohamed Atalla i Dawon Kahng als laboratoris Bell el 1959, i es va demostrar el 1960. Van utilitzar silici com a material de canal i una porta d'alumini no autoalineada. El metall de la porta d'alumini (normalment dipositat en una cambra de buit d'evaporació a la superfície de l'oblia) era comú fins a principis dels anys setanta.
A finals de la dècada de 1970, la indústria s'havia allunyat de l'alumini com a material de la porta a la pila de metall-òxid-semiconductor a causa de complicacions de fabricació i problemes de rendiment. Un material anomenat polisilici (silici policristalí, altament dopat amb donants o acceptors per reduir la seva resistència elèctrica) es va utilitzar per substituir l'alumini.
El polisilici es pot dipositar fàcilment mitjançant la deposició química de vapor (CVD) i és tolerant als passos de fabricació posteriors que impliquen temperatures extremadament altes (més de 900-1000). °C), on no hi havia metall. En particular, metall (més comunament alumini – un dopant de tipus III (tipus P) té tendència a dispersar-se en (aliatge amb) silici durant aquests passos de recuit tèrmic. En particular, quan s'utilitza en una oblia de silici amb una orientació de cristall <1 1 1>, l'aliatge excessiu d'alumini (a partir d'etapes de processament d'alta temperatura estesa) amb el silici subjacent pot crear un curtcircuit entre la font difusa del FET o les àrees de drenatge sota l'alumini i a través de la unió metal·lúrgica cap al substrat subjacent – provocant falles irreparables del circuit. Aquests curtcircuits estan creats per puntes de forma piramidal d'aliatge de silici-alumini – apuntant verticalment "avall" a l'oblia de silici. El límit pràctic d'alta temperatura per al recuit d'alumini sobre silici és de l'ordre de 450 °C. El polisilici també és atractiu per a la fàcil fabricació de portes autoalineades. La implantació o difusió de les impureses del dopant d'origen i drenatge es realitza amb la porta al seu lloc, donant lloc a un canal perfectament alineat amb la porta sense passos litogràfics addicionals amb el potencial de desalineació de les capes.
A partir del 45 nm, torna la tecnologia de la porta metàl·lica, juntament amb l'ús de materials d'alt dielèctric (alt-κ), iniciats pels desenvolupaments d'Intel.
Els candidats per a l'elèctrode de porta metàl·lica són, per a NMOS, Ta, TaN, Nb (porta metàl·lica única) i per a PMOS WN/RuO ₂ (la porta metàl·lica PMOS està composta normalment per dues capes de metall). A causa d'aquesta solució, es pot millorar la capacitat de tensió del canal (per la porta metàl·lica). A més, això permet menys pertorbacions de corrent (vibracions) a la porta (a causa de la disposició dels electrons dins del metall).